# Denis Novato
Denis Novato (San Dorligo della Valle, 1976) è un musicista italiano.
Nel 2007 l'album di Walter Ostanek Dueling polkas di cui è coautore ed esecutore è stato nominato per il Grammy Award nella categoria Polka Album. Denis Novato è anche compositore e insegnante di fisarmonica diatonica.
Nel 2002 forma il gruppo Denis Novato Trio.

## Discografia

### Solista
- Muzikant iz Trsta (1994)
- Frajtonarica in orglice (1996)
- A la Salute dei Nostri Padri (1997)
- Pri Fleku (1998)
- Od Trsta do Triglava (1998)
- Oh du mein Österreich (1999)
- In mezo al mar (2000)
- Meine Freundin die Harmonika (2001)
- Buskers - The Denis Novato band (2002)
- Oberkrainer Spezialitäten (2003)
- Svetovni prvak na diatonični harmonik (2003)
- El mio capel ga tre busi (2003)
- Looking back at the golden times (2004)
- Avsenikove melodije na diatonični harmoniki (2007)
- Neskončnost (2008)

### Come Denis Novato Trio
- Gruß aus Triest (2004)
- Mit dir unterwegs (2005)
- Verliebte Harmonika (2007)